# Urtica linearifolia
Urtica linearifolia är en nässelväxtart som först beskrevs av Joseph Dalton Hooker, och fick sitt nu gällande namn av Leonard C. Cockayne. Urtica linearifolia ingår i släktet nässlor, och familjen nässelväxter. Inga underarter finns listade i Catalogue of Life.